# Szalonkafélék
A szalonkafélék (Scolopacidae) a madarak (Aves) osztályába és a lilealakúak (Charadriiformes) rendjébe tartozó család.

## Előfordulásuk
A nedves területeket kedvelik. A többségük vonuló, nagy távolságokat tesznek meg.

## Megjelenésük
Testhosszúk 13-62 centiméter közötti. Karcsú testű, hosszú lábú és nyakú, keskeny és enyhén szögben hajló, hosszú szárnyú madarak. Az ivarok egymáshoz hasonlóak, viszont tollazatuk más nyáron, mint télen. A fajok közötti különbségek főként a szárnycsík, a farcsík és a farok mintázatában jelentkeznek.

## Életmódjuk
Többnyire állati eredetű táplálékot fogyasztanak és ehhez kiválóan alkalmas hosszú, hegyes, enyhén görbült csőrük. Ragyogó repülők és kitűnően mozognak a talajon és vizes területeken.

## Szaporodásuk
Átlagban 2-4 zöldes vagy barnás, foltos tojást raknak. A többség a talajon maga vájta mélyedésbe fészkel. A fiókáik fészekhagyók.

## Rendszerezés
A család az alábbi alcsaládok, nemeket és fajokat foglalja magában.
- Numeniinae alcsaládba 2 nem tartozik:
  - Bartramia – 1 faj
  - Numenius – 8 faj

- Limosinae alcsalád egyetlen neme:
  - goda (Limosa) – 4 faj

- Arenariinae alcsaládba 3 nem tartozik:
  - Arenaria – 2 faj
  - Prosobonia –1 élő és 4 kihalt faj
  - partfutó (Calidris) – 24 faj

- Tringinae alcsaládba 4 nem tartozik:
  - Xenus – 1 faj
  - víztaposó (Phalaropus) – 3 faj
  - Actitis - 2 faj
  - Tringa – 13 faj

- Scolopacinae alcsaládba 4 nem tartozik:
  - Lymnocryptes – 1 faj
  - Limnodromus – 3 faj
  - Scolopax  – 8 faj
  - Chubbia – 3 faj
  - Coenocorypha –  3 élő és 6 kihalt faj
  - Gallinago – 17 faj

- - Catoptrophorus – 1 faj
  - Aechmorhynchus - 2 faj

## Képgaléria

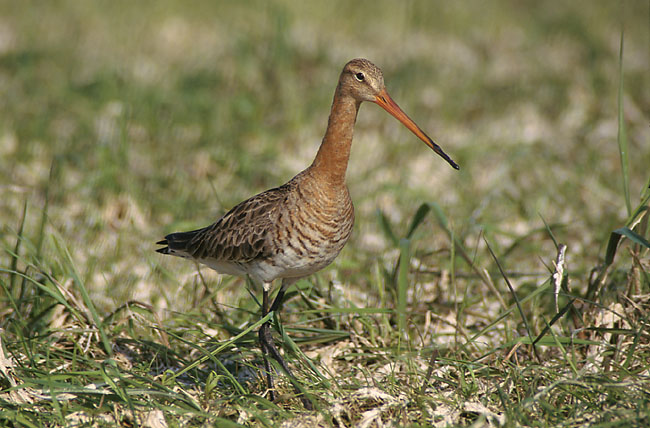
Nagy goda (Limosa limosa)
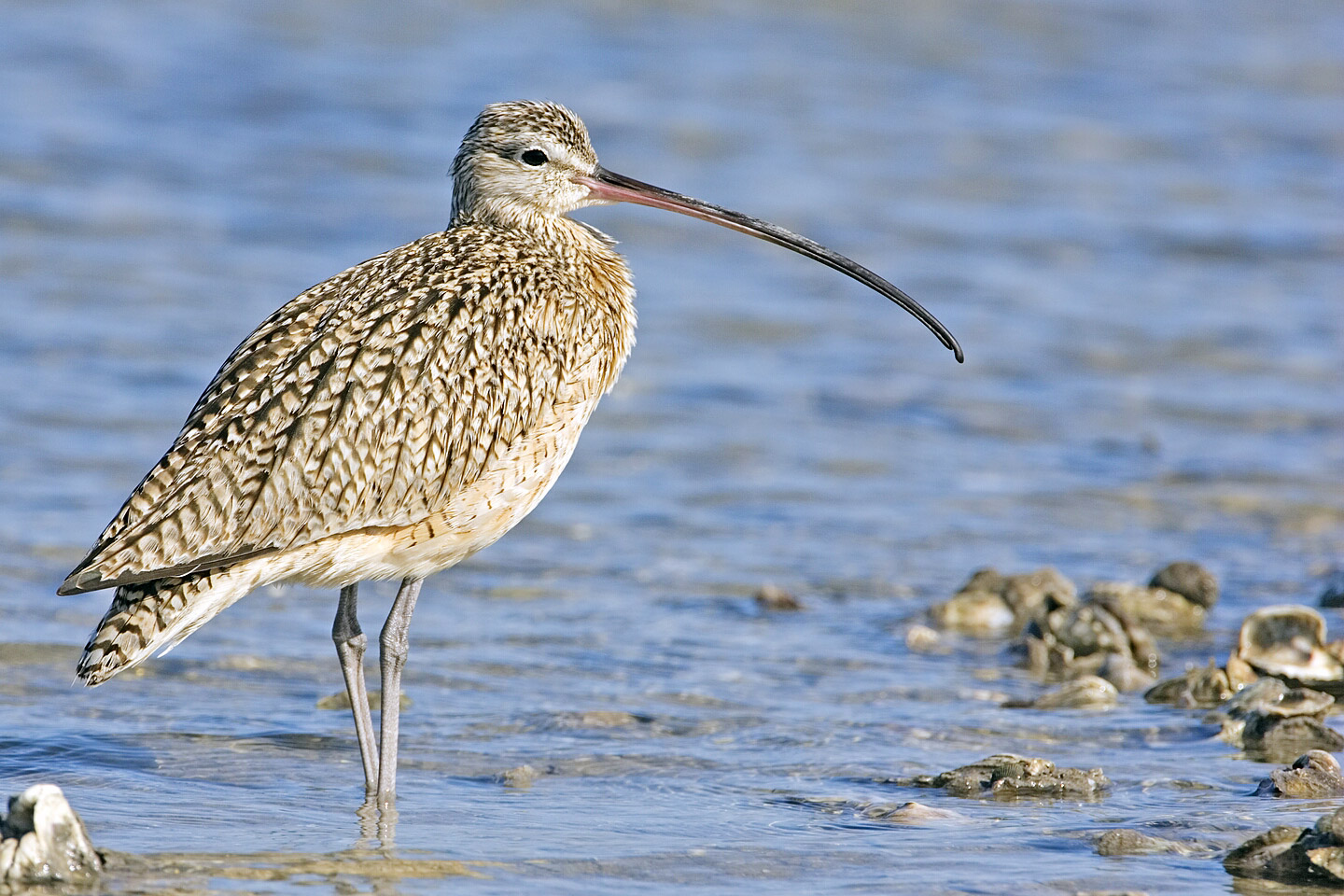
Tahiti póling (Numenius tahitiensis)
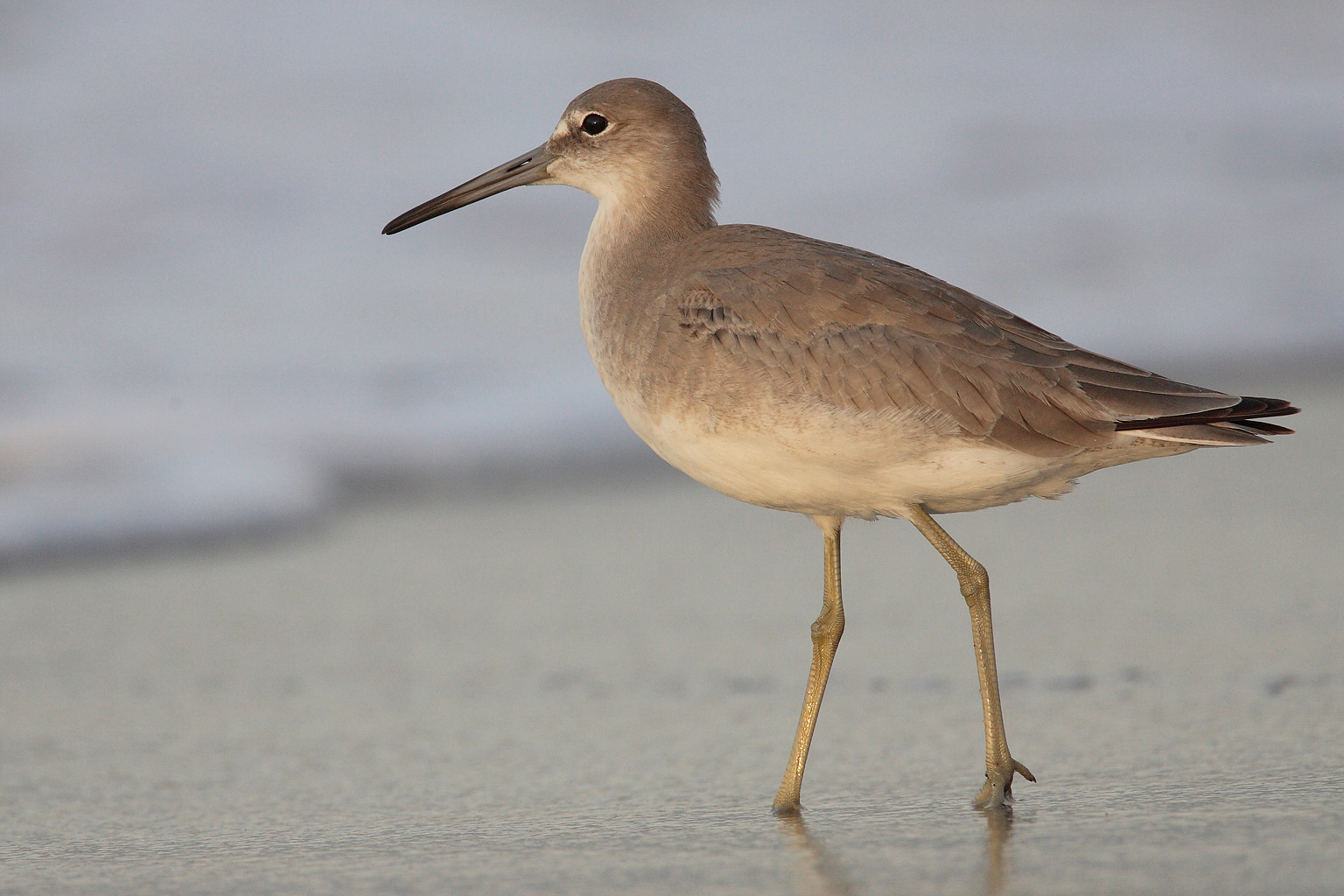
Lármás cankó (Catoptrophorus semipalmatus)
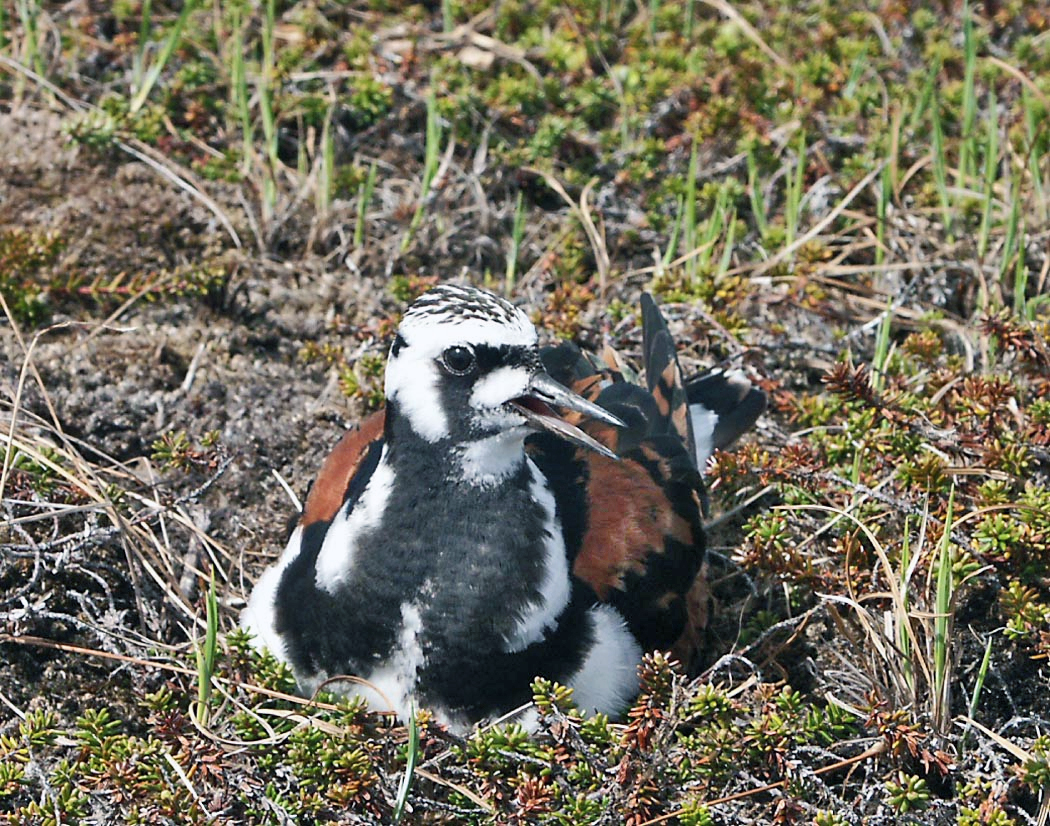
Kőforgató (Arenaria interpres)
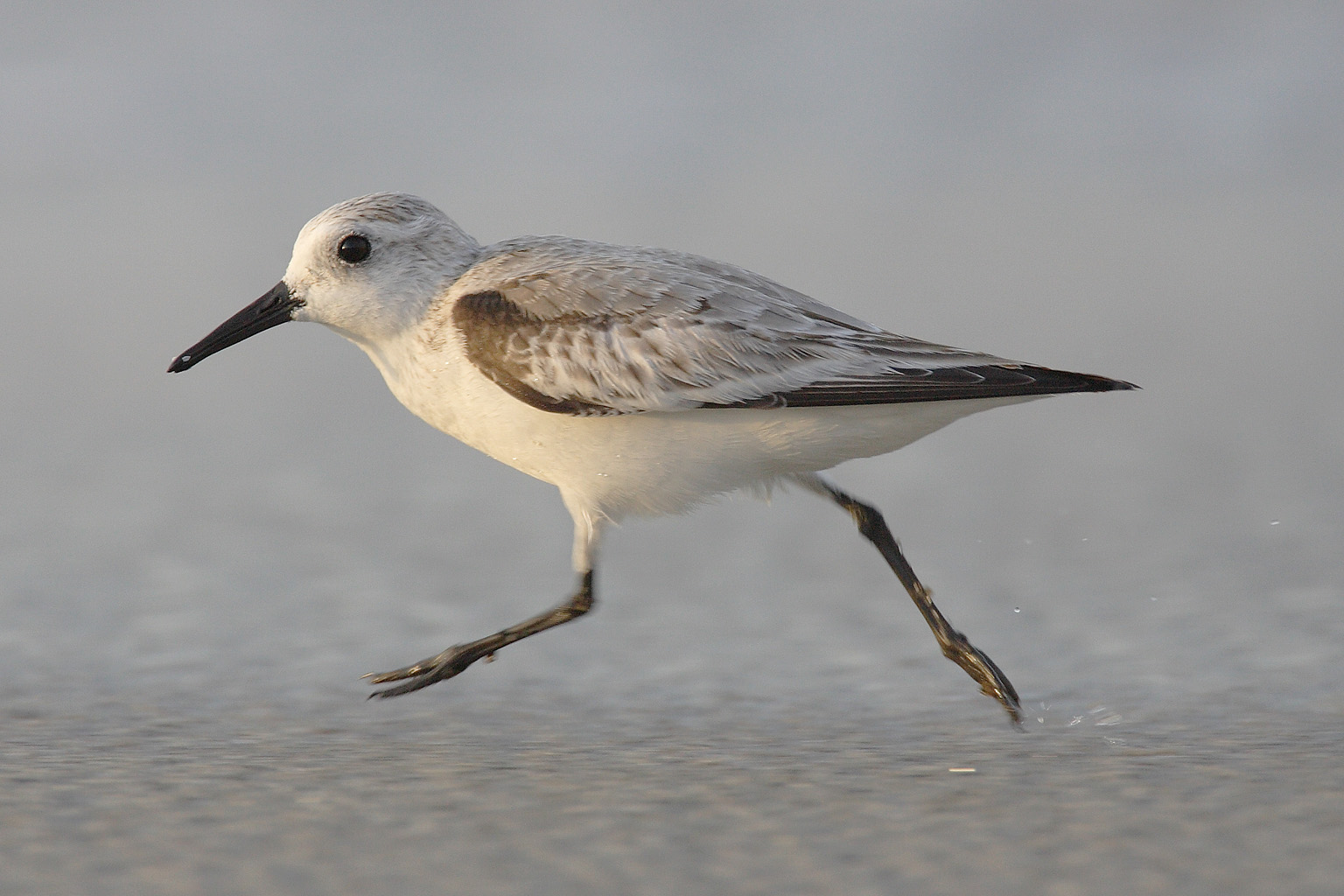
Fenyérfutó (Calidris alba)
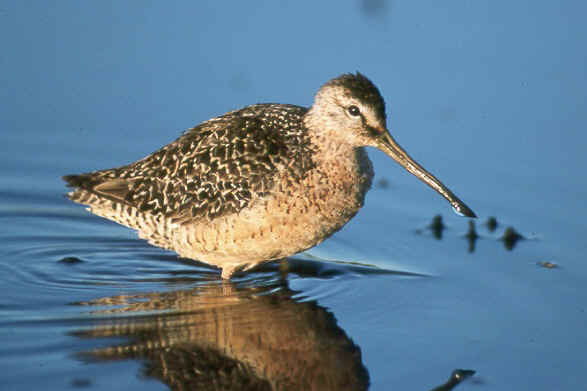
Hosszúcsőrű cankógoda (Limnodromus scolopaceus)
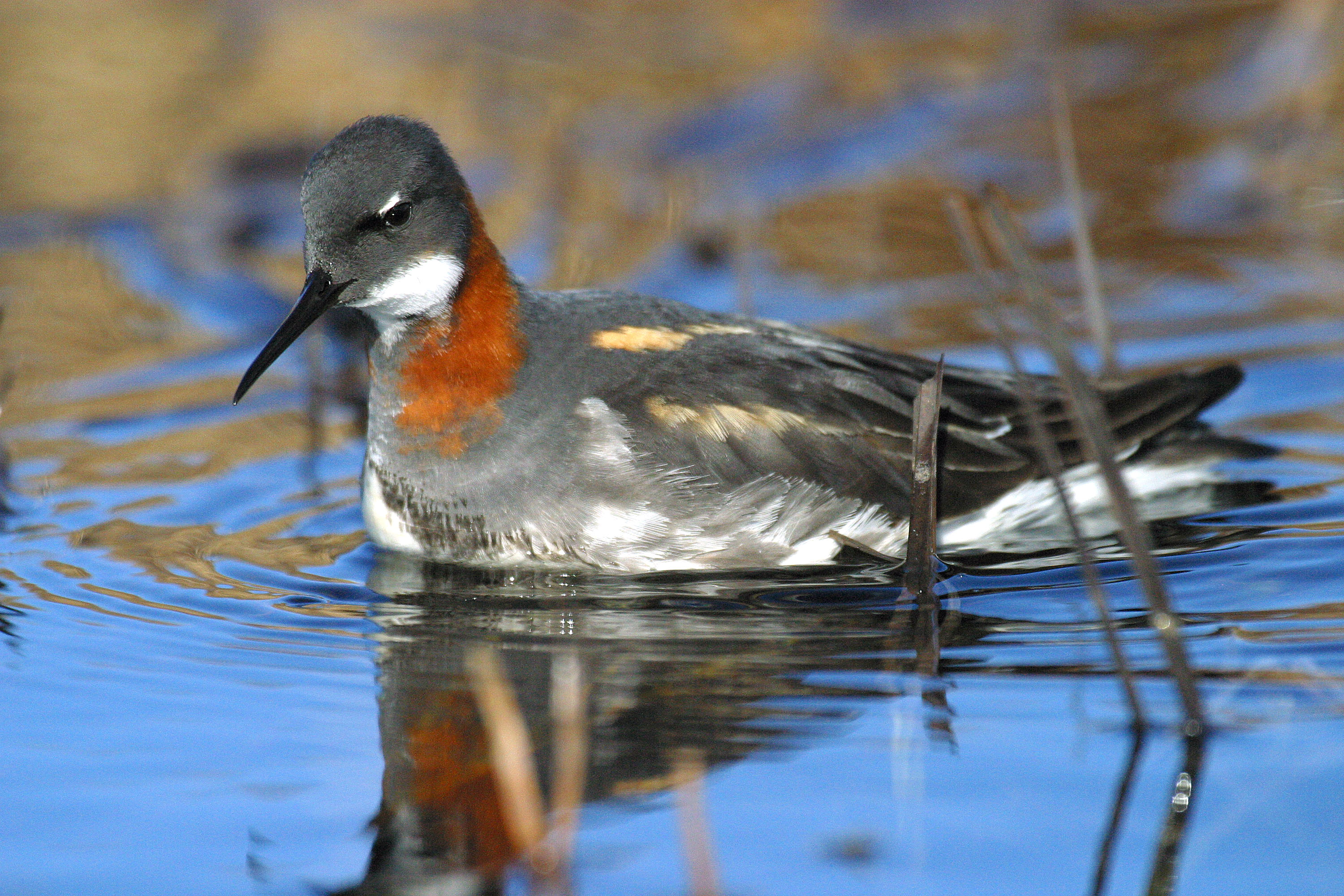
Vékonycsőrű víztaposó (Phalaropus lobatus)
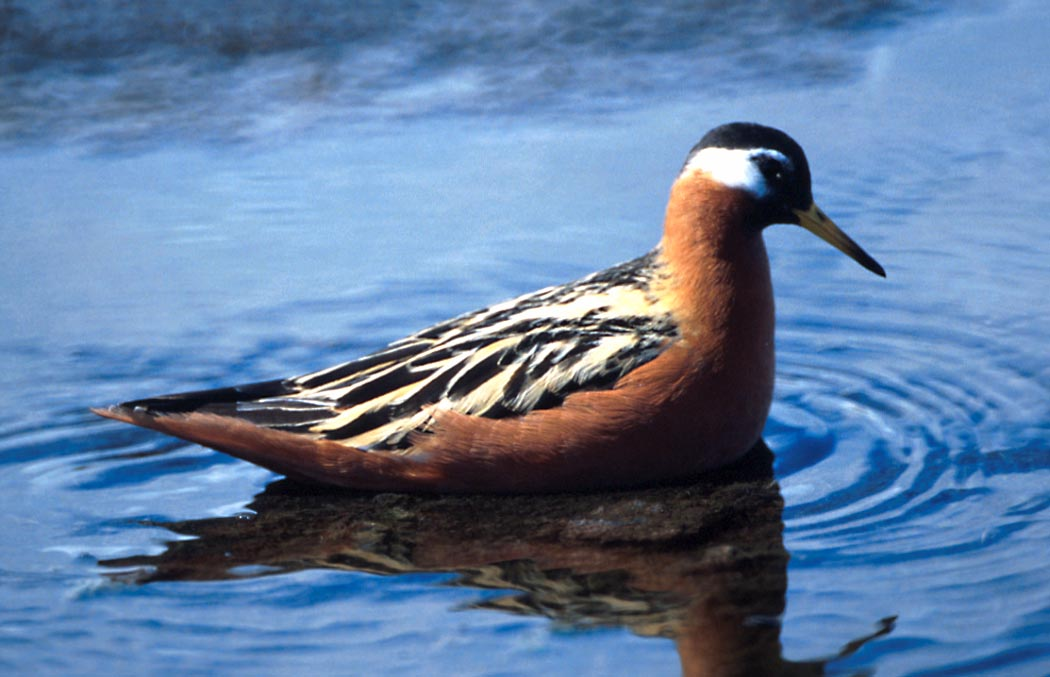
Laposcsőrű víztaposó (Phalaropus fulicaria)